# Sorex yukonicus
Sorex yukonicus es una especie de musaraña de la familia Soricidae.

## Distribución geográfica
Se encuentra sólo en Alaska.